# Vita Sexualis
《Vita Sexualis》（原名：ヰタ・セクスアリス）是日本小說家森鷗外創作的小說，於1909年（明治42年）發表。名稱的詞義源至於拉丁語中「性慾的生活」（Vita Sexualis）。當初、刊載在文藝雜誌〈SUBARUスバル〉7號刊上時，政府以猥褻小說理由的考量給予發行禁止的處分（簡稱：發禁處分），但是實際上內容未有直接描寫性行為的相關內容，主要描寫是以哲學家的主角·金井湛（かねい・しずか），以哲學的觀點來探討自身的性體驗的內容。
当时《SUBARU》的编辑吉井勇在收到手稿后参加了「パンの会」的宴会。 幸运的是，当晚在聚会地点永代亭的酒柜里发现了这份手稿，如果没有被发现，这部作品可能就不会出版。

## 書籍情報
- 森鴎外〔1950年〕、《ウイタ・セクスアリス》、 岩波書店、 ISBN 4-00-310053-0。

## 外部連結
- （日語）図書カード：ヰタ・セクスアリス （页面存档备份，存于）－青空文庫